# Landesbergen
Landesbergen är en kommun och ort i Landkreis Nienburg/Weser i förbundslandet Niedersachsen i Tyskland.
Kommunen ingår i kommunalförbundet Samtgemeinde Mittelweser tillsammans med ytterligare fyra kommuner.